# Antoine Wauters

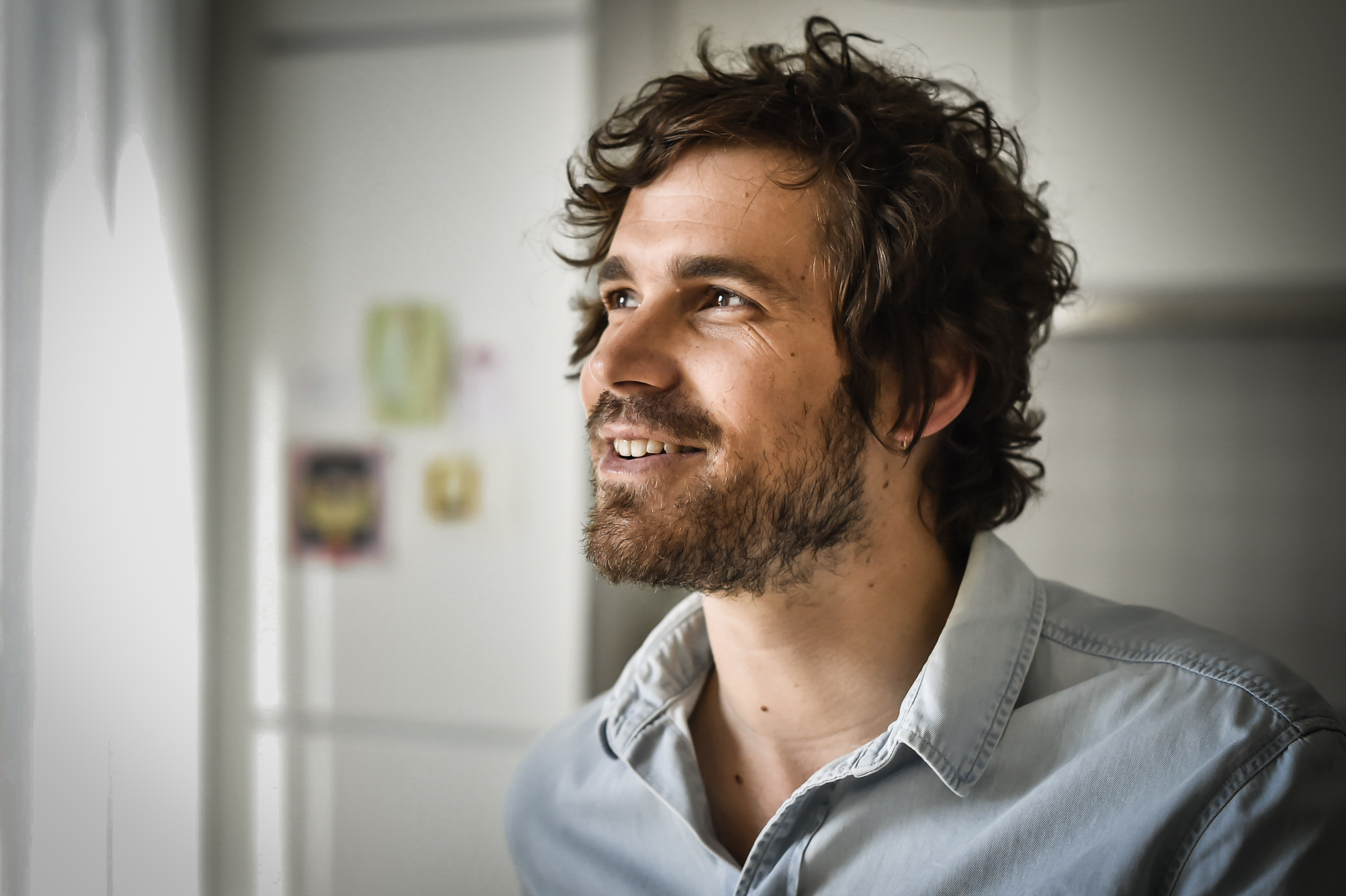
Wauters in 2018

Antoine Wauters (Fraiture, 15 januari 1981) is een Belgische schrijver. In 2021 ontving hij de Wepler-prijs. 

## Biografie
Antoine Wauters studeerde filosofie aan de Université libre de Bruxelles en werkte vervolgens als lesgever.
In 2008 publiceerde hij voor het eerst poëzie. In 2012 volgde een eerste roman. Hij werkte mee aan de film Préjudice in 2015. 

## Erkenning
- 2008 - Prix Émile Polak (Académie royale de langue et de littérature françaises de Belgique) voor Debout sur la langue
- 2012 - Prix Marcel-Thiry voor Césarine de nuit
- 2013 - Prix de littérature française de la Ville de Tournai voor Césarine de nuit
- 2014 - Prix Première (RTBF) voor Nos mères
- 2014 - Prix Révélation (Société des gens de lettres) voor Nos mères
- 2014 - nominatie Prix des Cinq continents de la francophonie
- 2021 - nominatie Prix Médicis voor Mahmoud ou la montée des eaux
- 2021 - nominatie Prix littéraire du Monde voor Mahmoud ou la montée des eaux
- 2021 - nominatie Prix du roman FNAC voor Mahmoud ou la montée des eaux
- 2021 - Wepler-prijs voor Mahmoud ou la montée des eaux
- 2021 -  Nominatie Prix Victor-Rossel voor Mahmoud ou la montée des eaux
- 2021 - Prix Marguerite-Duras voor Mahmoud ou la montée des eaux
- 2022 - Prix du Livre Inter voor Mahmoud ou la montée des eaux
- 2023 - Prix Victor-Rossel voor Le Plus Court Chemin